# Липецк (автовокзал)
Автовокзал «Ли́пецк» — автовокзал в Октябрьском округе города Липецка по адресу проспект Победы, 89. 
Автовокзал обслуживает международные, межобластные, междугородние и пригородные автобусные маршруты, соединяющие Липецк и населённые пункты Липецкой области и ряда соседних областей (Белгород, Воронеж, Курск, Тамбов, Орёл, Пенза, Рязань, Тула и др.). Также с липецкого автовокзала можно доехать до Москвы, Ульяновска, Тольятти, Чебоксар, Харькова.
В этом районе города новое здание автовокзала было открыто в 1992 году. До этого автовокзал располагался рядом с железнодорожной станцией «Липецк».